# Maria de Medeiros
Maria de Medeiros, celým jménem Maria Esteves de Medeiros Victorino de Almeida (* 19. srpna 1965 Lisabon) je portugalská filmová herečka a režisérka.
Jako filmová herečka debutovala v patnácti letech. Je absolventkou pařížské École nationale supérieure des arts et techniques du théâtre, hrála v Théâtre de l'Odéon. V roce 1990 zaznamenala velký mezinárodní úspěch jako Anaïs Nin v životopisném filmu Henry a June, v roce 1994 ji Quentin Tarantino obsadil do role Fabienne v kriminální komedii Pulp Fiction: Historky z podsvětí, výrazné role ztvárnila také ve filmech Adam a Eva, Můj život beze mne, Hitler v Hollywoodu, Kuře na švestkách a ve francouzském televizním seriálu Venuše a Apollón. V roce 2000 se představila jako režisérka historickým filmem Dubnoví kapitáni, který byl vyhlášen portugalským filmem roku, podílela se i na koprodukčním povídkovém snímku Neviditelný svět (2012). Věnuje se také zpěvu: vydala čtyři dlouhohrající alba, spolupracuje s australskou hudebnicí Phoebe Killdeerovou. Je nositelkou řádu svatého Jakuba od meče, od roku 2008 působí jako mírová velvyslankyně UNESCO.
Její otec António Victorino de Almeida je hudební skladatel, mladší sestra Inês de Medeiros se rovněž věnovala herectví, pak se zaměřila na politiku. Její manžel Agustí Camps je filmový zvukař, mají dvě děti.